# Wasserpfeffer
Wasserpfeffer (Persicaria hydropiper), auch Flohpfeffer, Pfefferknöterich, Pfefferkraut oder Scharfkraut genannt, ist eine Pflanzenart aus der Gattung der Knöteriche (Persicaria). Die scharfschmeckenden Blätter und Samen werden mitunter als Gewürz verwendet.

## Beschreibung

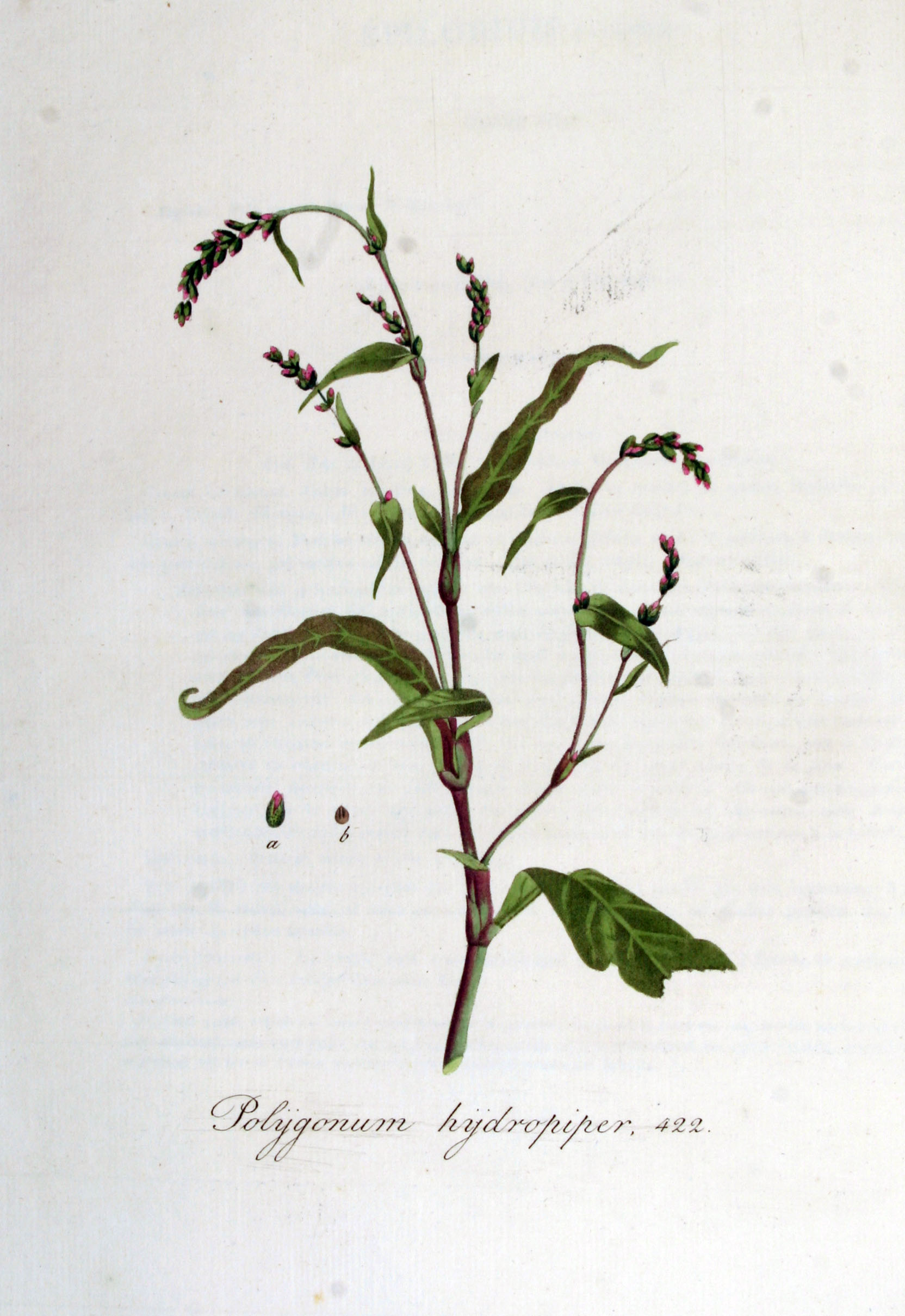
Illustration aus Flora Batava, Volume 6

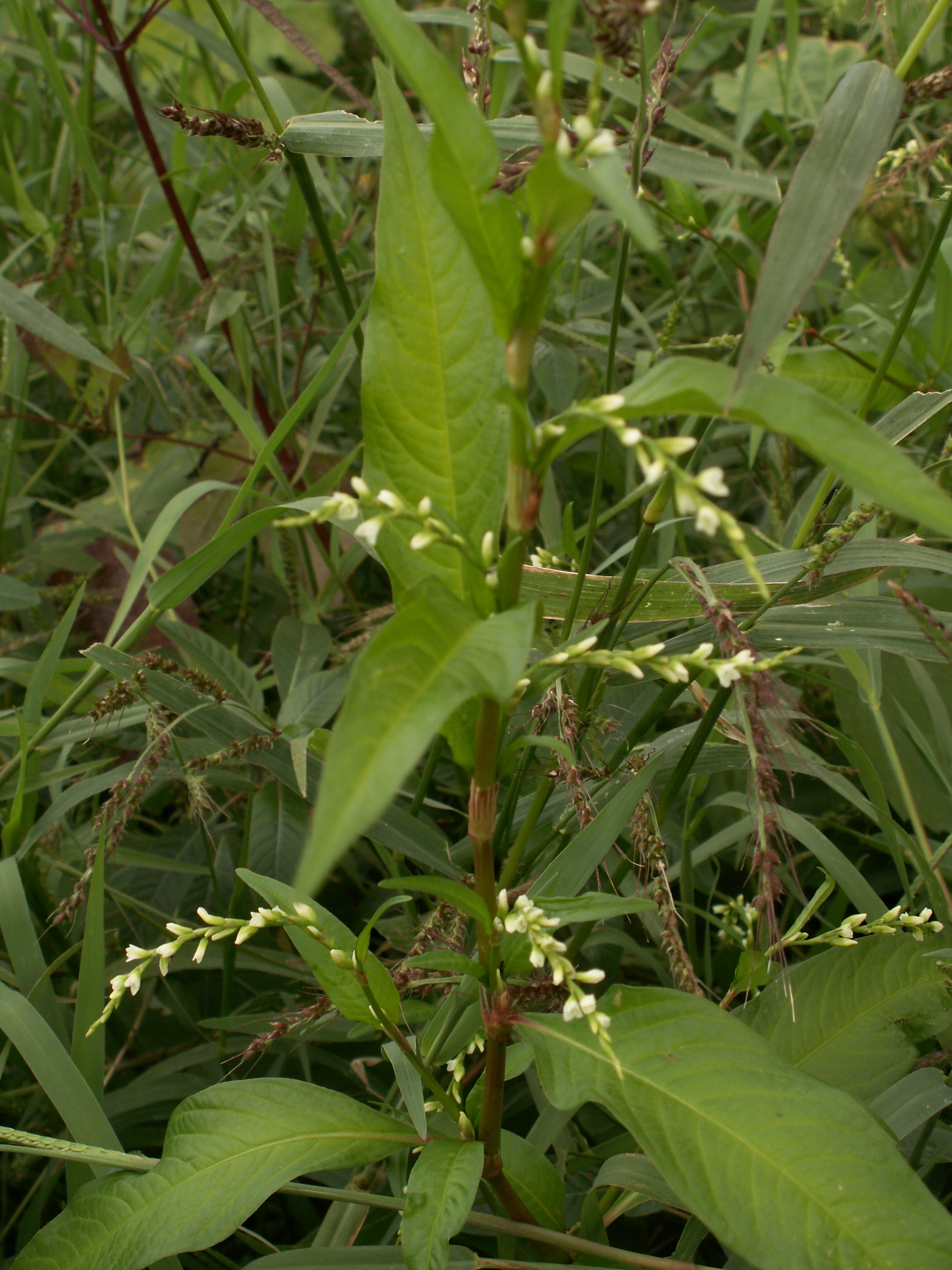
Wasserpfeffer – Habitus

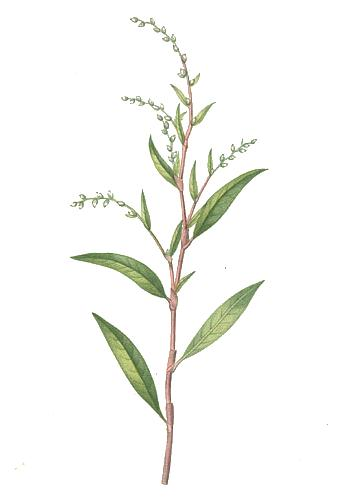
Illustration von 1832

### Erscheinungsbild und Wurzeln
Der Wasserpfeffer ist eine einjährige krautige Pflanze. Er keimt zwischen April und Mai und stirbt an Trockenheit oder spätestens beim ersten Frost. Der Stängel ist aufrecht, aufsteigend oder liegend und grün, häufig mit einem roten Ring nach jedem Knoten. Verzweigungen wachsen aus den basalen Blattachseln aus. Während des Alterns (Seneszenz) verfärbt sich der ganze Stängel von unten nach oben rötlich. Er ist kahl oder leicht behaart. Die Pflanze erreicht auf einem guten Standort Wuchshöhen zwischen 75 und 90 Zentimeter, an kargen Standorten bleibt sie zwischen zehn und 15 Zentimeter klein.
Das Wurzelwerk ist heterogen und besteht aus einer maximal etwa zehn Zentimeter langen, senkrecht nach unten wachsenden, häufig in sich verdrehten Hauptwurzel und seitlich von ihr abzweigenden Seitenwurzeln. Wird der untere Teil der Pflanze mit Substrat bedeckt, wachsen aus den Knoten Adventivwurzeln aus. Mykorrhizen sind nicht bekannt.

### Blatt
Die wechselständigen Laubblätter sind in Blattstiel und Blattspreite gegliedert. Die Blattstiele weisen eine Länge von 1 bis 8 Millimeter auf. Sie Blattspreiten sind zwischen 3 und 12 Zentimeter lang und 0,8 bis 2 Zentimeter breit. Sie sind in der Regel beidseitig braun gepunktet, gehäuft in der Nähe der Mittelrippe. Ihre Gestalt ist lanzettlich, an der Basis keilförmig, am Rand bewimpert und mit scharfer Spitze. Die Blätter sind beidseitig kahl oder leicht behaart und nicht drüsig. Die Ochrea (Nebenblattscheiden) ist gewöhnlich mit sehr feinen Wimpern behaart und gelegentlich drüsig. Wie beim Stängel verfärben sich die Blätter während der Seneszenz ins Rötliche. Die Spaltöffnungen (Stomata) finden sich fast ausschließlich an der Blattunterseite.

### Blütenstand, Blüte und Frucht
Die Blütezeit reicht von Mai bis Oktober, Hauptblütezeit ist jedoch von Juni bis September. Der endständige, oft hängende, große, lockere, ährige Blütenstand ist 3 bis 8 Zentimeter lang. Kleinere Blütenstände entspringen der Achsel eines kleinen Tragblatts an jedem Knoten, die der unteren Knoten sind sehr unscheinbar und kleistogam (selbstbestäubend in geschlossenen Blüten). Diese Tragblätter sind stets kürzer als die Blütenstandsachsen. Die Ochreolae (Nebenblattscheide der Tragblätter) ist gefranst, unbehaart oder leicht behaart und drüsig.
Die Blütenstiele sind 0,5 bis 1,25 mm lang. Die kleinen, zwittrigen Blüten haben einen Durchmesser von 1,0 bis 2,0 mm. Die drei, vier oder fünf grünen, an der Spitze etwas weißen oder rötlichen Blütenhüllblätter sind dicht mit gelblichen bis bräunlichen Drüsen bedeckt. Die gewöhnlich sechs oder vier, seltener fünf oder acht Staubblätter besitzen rosa bis rote Staubbeutel. In jeder Blüte stehen zwei oder drei Griffel.
Die Blütenformel lautet:
{\displaystyle \star P_{(4-5)}\;A_{4-8}\;G_{\underline {(3)}}}
Es bilden sich etwa 2,5 bis 4 Millimeter lange und etwa 2 Millimeter breite, matte, dunkelbraune Nussfrüchte, die eine bikonvexe (beidseitig gewölbt) oder dreieckige (trigonal) Form aufweisen mit einer körnigen, matten, fein warzigen, rauen Oberfläche. Nur die Früchte der kleistogamen Blüten sind vollkommen unregelmäßig geformt. Alle Früchte sind von matter schwarzer oder dunkelbrauner Farbe. Die trockene Blütenhülle bleibt an der Frucht haften.

### Chromosomensatz
Der Chromosomensatz des Wasserpfeffers ist doppelt mit 2n = 20, seltener 22 Chromosomen.

## Verbreitung und Standorte
Der Wasserpfeffer ist im gemäßigten Eurasien und Nordamerika verbreitet, wahrscheinlich ist er in Europa oder Asien entstanden und wurde bereits früh in Nordamerika eingeschleppt. In Europa schließt das Verbreitungsgebiet die britischen Inseln mit ein und reicht im Norden bis zum 65° nördlicher Breite. Einige wenige Vorkommen liegen aber auch noch nördlicher und sogar jenseits des Polarkreises. Nach Osten hin schließt das Verbreitungsgebiet Japan, die Volksrepublik China und Korea ein. Die Südgrenze des Verbreitungsgebiets in Südostasien verläuft durch Malaysia, auf dem indischen Subkontinent durch Sri Lanka. Bestände existieren auch auf den Philippinen, in Neuseeland und in Queensland und Südaustralien. In Nordamerika finden sich Bestände in den Vereinigten Staaten und in Kanada.
Auf den britischen Inseln erreicht der Wasserpfeffer Höhenlagen bis etwa 500 Meter, in der Volksrepublik China ist die Art jedoch bis in Höhenlagen von 3500 Meter verbreitet. Standorte sind nie weit vom Wasser entfernt.  Bevorzugt werden Gebiete, die im Winter überschwemmt werden. Die Art findet sich aber überall, wo es feucht genug ist, beispielsweise auf nassen Lichtungen, in Sümpfen, an Fluss-, See- und Kanalufern oder einfach feuchten Stellen. Die Pflanzen stehen selten alleine und meistens in großen Horsten aus mehreren hundert Individuen.
Dem Substrat gegenüber ist Wasserpfeffer sehr tolerant und besiedelt sowohl lehmige als auch sandige Böden. Aus Irland wurde berichtet, dass kalkige Böden bevorzugt werden. Der Boden muss jedoch eine hohe frühe Nitrat- und Kalziumversorgung bieten, die Kationenaustauschkapazität sollte moderat sein und der pH-Wert bei sechs liegen. Die Art besiedelt auch beweidete Flächen und ist sehr trittfest.
Pflanzensoziologisch ist der Wasserpfeffer eine Charakterart der Klasse Bidentetea (tripartitae) (Zweizahn-Schlammufergesellschaft), nach Oberdorfer sogar eine Charakterart des Verbands Bidention. Er kommt aber auch in Gesellschaften der Ordnungen Bidentetalia oder Polygono-Chenpodietalia vor. In den Allgäuer Alpen steigt sie bis zu einer Höhenlage von 1250 Metern auf.

## Inhaltsstoffe
Blätter und Früchte enthalten den Scharfstoff Polygodial, der Tadeonal genannt wird. Chemisch handelt es sich dabei um einen  Driman-Sesquiterpen-Dialdehyd mit bizyklischer Struktur. Dieser Stoff wirkt als Fraßhemmer für Insekten.
Daneben enthalten Blätter und Frucht ätherische Öle aus α-Pinen, β-Pinen, 1,4-Cineol, Fenchon, α-Phellandren und α-Humulen, β-Caryophyllen, trans-α-Bergamoten. Darüber hinaus wurden Spuren von Carbonsäuren wie Valeriansäure und Capronsäure und deren Estern gefunden.

## Ökologie
Der Wasserpfeffer ist ein Therophyt, wird etwa sechs Monate alt und blüht ab einem Alter von sechs bis zehn Wochen. Vegetative Vermehrung findet in der Praxis nicht statt, auch wenn abgetrennte Stängelteile, sofern sie mindestens einen Knoten enthalten, wieder auswachsen können. Er wurzelt bis zu 120 Zentimeter tief.
Die Vermehrung geschieht nahezu ausschließlich generativ über Samen, es liegt Amphimixis vor.  Jede Pflanze erzeugt in ihrem Leben zwischen 300 und 400 Samen. Diese schwimmen auf Wasser, was sicher zu ihrer Verbreitung beiträgt, zudem bleiben sie auch im Schlamm an den Füßen von Tieren kleben und werden so davongetragen.
In Sand keimen etwa 3 % der Samen, auf Lehm 66 %, in Torf jedoch 0 %. Die Samen können nur dann keimen, wenn sie zuvor für einige Zeit, bei Temperaturen zwischen 2 und 4 °C, in Wasser lagen. Der Samen ist nicht lichtempfindlich und keimt in fünf bis zehn Tagen. Die Keimung erfolgt verzögert oberirdisch (epigäisch). Zuerst bricht die Nuss an der Spitze auf und die Wurzel erscheint. Dann wird die Nuss aus dem Boden gehoben und fällt bei der Expansion der Keimblätter (Kotyledonen) ab. Die Keimblätter sind zunächst rot, verfärben sich unter Lichteinfluss aber schnell nach grün.
Die Blüten bestäuben sich selbst. Insektenbesuche sind selten, gelegentlich besuchen aber Blattläuse (Aphidoidea) die Blüten und saugen auf der Blattunterseite oder am Blütenstiel am Phloem. Die Art ist Futterpflanze der Larven von Phytobius waltoni, einer Art der Rüsselkäfer (Curculionidae).
Die Blüten werden gelegentlich von Sphacelotheca hydropiperis, einer sehr spezialisierten Art der Brandpilze (Ustilaginomycetes) befallen. Auch die weniger spezialisierten Rostpilze (Urediniomycetes) Ustilago cordae und Microbotryum cordae sowie der Rußtaupilz (Capnodiales) Septoria polygonorum befallen die Art regelmäßig.
Säugetiere fressen den Wasserpfeffer nicht, sie werden wohl durch den pfeffrigen Geschmack abgeschreckt, der Futterwert der Art ist gleich Null. Die Früchte werden jedoch gerne vom Haussperling (Passer domesticus) gefressen.

## Systematik

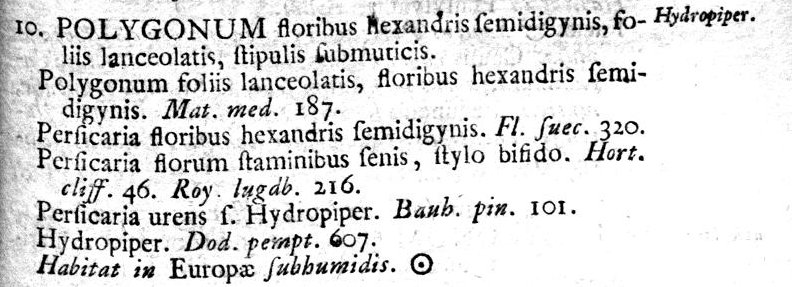
Erstveröffentlichung Polygonum hydropiper durch Carl von Linné aus dem Species Plantarum

### Botanische Geschichte und Taxonomie
Die Erstveröffentlichung erfolgte unter dem Namen (Basionym) Polygonum hydropiper durch Carl von Linné im ersten Band seines Species Plantarum auf Seite 361. Linné ordnete die Art also zunächst der Gattung der Vogelknöteriche (Polygonum) zu. Die Erstveröffentlichung erfolgte anhand mehrerer Typusexemplare (Syntypen). Die Neukombination zu Persicaria hydropiper (L.) Delarb. wurde 1800 durch Antoine Delarbre veröffentlicht. Diese Zuordnung zur Gattung der Knöteriche (Persicaria) wurde 1841 von Édouard Spach und 1852 von Philipp Maximilian Opiz übernommen. 1994 wurde nachträglich ein Typusexemplar (Lectotypus) bestimmt. Homonyme sind: Persicaria hydropiper (L.) Opiz (Seznam Rostlin Květeny České, 1852, S. 72), Persicaria hydropiper (L.) Spach (Histoire Naturelle des Végétaux. Phanérogames, 10, 1841, S. 536). Weitere Synonyme sind: Persicaria acris Gray nom. illeg. (nom. superfl.), Polygonum acre Lam. nom. illeg. (nom. superfl.).

### Etymologie
Der Name Wasserpfeffer bezieht sich zum einen auf den pfefferähnlichen Geschmack der Blätter und Früchte und zum anderen auf die feuchten Standorte der Art. Das wissenschaftliche Artepitheton hydropiper geht direkt auf den klassisch-griechischen Namen ὑδροπέπερι hydropeperi (im Mittelalter bereits hydropiper und Wasserpfeffer genannt) zurück, mit dem der Wasserpfeffer im Wiener Dioskurides bezeichnet wird. Der Name setzt sich aus ὕδωρ hydor für Wasser und πέπερι peperi für Pfeffer zusammen. Im Mittelalter wurde für den Wasserpfeffer auch die lateinische Bezeichnung Piper aquae verwendet.

### Äußere Systematik
Bislang existiert keine kladistische Untersuchung der Verwandtschaftsverhältnisse der Arten der Gattung Persicaria. Klar ist aber, dass die Gattung nicht monophyletisch ist, sondern gegenüber der Gattung Polygonum – und eventuell auch gegen Atraphaxis, Bistorta und Koenigia – stärker abgegrenzt werden muss.
Nächster Verwandter von Persicaria hydropiper ist sehr wahrscheinlich Persicaria foliosa (H.Lindb.) Kitag. Natürliche Hybriden sind wegen der Selbstbestäubung quasi ausgeschlossen, dennoch wurde von Hybriden mit dieser Art berichtet.

### Innere Systematik
Persicaria hydropiper ist sehr variabel. Die Rötung der Laubblätter lässt sich jedoch auf das Alter der Pflanzen und die Stärke der Lichteinstrahlung zurückführen. So werden Exemplare mit vollsonnigem Standort im August fast vollständig rot. Auch die unterschiedliche Anzahl der Blütenorgane begründet keine weitere Unterteilung der Art. Dennoch werden vier Formen unterschieden:
- Persicaria hydropiper f. hydropiper: mit lanzettlichen Blättern
- Persicaria hydropiper f. obtusifolium A.Br.: mit kleinen stumpf oval-lanzettlichen Blättern
- Persicaria hydropiper f. angustifolium (Duval) A.Br.: mit sehr schmalen linealisch-lanzettlichen Blättern
- Persicaria hydropiper f. densiflorum A.Br.: mit kurzen zylindrischen, sehr dichten Blütenständen

## Verwendung
Bei Ausgrabungen im  Lea-Tal wurden sehr alte Samen gefunden, die aber nicht eindeutig dem Wasserpfeffer zugeordnet werden konnten. Sicher ist eine Verwendung als Gewürz in der Bronzezeit, dies wurde durch Samenfunde in vielen Ausgrabungen bestätigt.
Heute ist der Wasserpfeffer vor allem als Ackerunkraut von Bedeutung.
Die scharfschmeckenden Blätter wurden in Europa der Neuzeit gelegentlich als Pfefferersatz verwendet, besonders in Notzeiten. Seit dem Ende des Zweiten Weltkriegs spielt Wasserpfeffer allerdings in Europa keine Rolle mehr.
In der Japanischen Küche dienen frische Wasserpfefferblätter (ヤナギタデ yanagi-tade) regelmäßig als Dekoration zu Salaten oder Reisgerichten.
Neben den natürlichen Formen existieren in Japan verschiedene Sorten, die durch Pflanzenzüchtung erzeugt wurden. Besonders erfolgreich sind die Sorten ‘Benitade’ und ‘Aotade’. Die Zuchtformen weisen zum Teil eine hohe genetische Varianz gegenüber den Wildformen auf.